# David Myrestam
David Myrestam, né le 4 avril 1987 à Skellefteå, est un footballeur suédois. Il évolue au poste d'arrière gauche avec le club du GIF Sundsvall.

## Biographie
Avec le club du FK Haugesund, il joue plus de 100 matchs en première division norvégienne. Il dispute également quatre matchs en Ligue Europa avec cette équipe. 

## Palmarès
- Vice-champion de Suède de D2 en 2011 avec le GIF Sundsvall